# Swamimalai
Swamimalai es una ciudad y nagar Panchayat situada en el distrito de Thanjavur en el estado de Tamil Nadu (India). Su población es de 7289 habitantes (2011).

## Demografía
Según el censo de 2011 la población de Swamimalai era de 7289 habitantes, de los cuales 3523 eran hombres y 3766 eran mujeres. Swamimalai tiene una tasa media de alfabetización del 89,91%, superior a la media estatal del 80,09%: la alfabetización masculina es del 93,77%, y la alfabetización femenina del 86,24%.